# سارمده
سارمده (به ایتالیایی: Sarmede) یک کومونه در ایتالیا است که در استان ترویزو واقع شده‌است. سارمده ۱۷٫۹ کیلومتر مربع مساحت و ۳٬۰۸۷ نفر جمعیت دارد.